# 攪拌子
攪拌子（かくはんし、英語: Stirring bar）とは、何らかの容器に入れ、マグネチックスターラーに置き回転させて液体の攪拌に用いるチップのことである。また、英語での読み、スターラーバー（スターラー・バー）やスターラーチップと呼ぶ場合もある。また、攪拌するときに回転することから、回転子とも呼ばれる。

## 概要
攪拌子の中には磁石が入っており、容器に入れるとマグネチックスターラーの中の磁石とその磁石が反応し、マグネチックスターラーのスイッチを入れるとマグネチックスターラーの中の磁石が回りはじめ、それによって攪拌子も回って液体が攪拌されるという仕組みになっている。
大きさは数mm程度と小さい。素材は、テフロンやガラスが基本。ガラス棒で攪拌できない時などに代用品として使われることも多く、デジタル温度計を平底試験管の中に入れている凝固点降下度の測定実験などに使われる。

## 構造
外側にポリテトラフルオロエチレン（PTFE、テフロン）やガラスがあり、その中に（外側がガラスの場合はPTFEと）回転させるための磁石が入っている。他にも、ポリフッ化ビニリデンなどのフッ素樹脂、芳香族ポリエーテルケトン、ホウケイ酸ガラスが使われる場合がある。

### 耐熱性
耐熱性はフッ素樹脂であれば、240–250 °Cほどである。

## 用途

### 実験
凝固点降下度の測定実験の他に、以下の実験でも使われる。
- 低脂肪スプレッドの解乳化[8]
- 反応速度差を用いるアスコルビン酸とグルタチオンのフローインジェクション吸光光度同時定量[9]
- 一般的な化学反応
  - 鈴木・宮浦カップリングといった金属触媒を使用する反応では、わずかに攪拌子が（残留金属により）汚染されているだけでも反応に大きな影響があることが指摘された[10]。
- アルデヒドを用いた銀鏡反応実験[11]

#### 滅菌方法
実験後の滅菌方法は、大きく2つに分けられる。
- アルミホイルを巻き、オーブンに入れる（乾熱滅菌）[12]
- アルコール綿で拭く[7]。

### 医学
血液検査で使われる自動分析装置での測定は容器内の血清と試薬を素早く混ぜるために、通常はモータの先端に回転棒をつけた回転式の攪拌器を使うが、それだと泡が発生して液の攪拌を妨げるので、攪拌子の一種の自動分析装置用圧電バイモルフ攪拌子という液性によらず短時間（2秒以内）で攪拌できるものが使われている。また、液体を攪拌して一部の注射液を作るときにも使われる。
培養液を攪拌するために、エイブルが東京女子医科大学などと共同でiPS細胞用に攪拌子などを改良したものを開発している。

## 種類
十字型
普通の攪拌子に比べて深い渦巻を作り、攪拌能力も強力。
マイクロ型
試験管をガラス棒で攪拌するとそこを突き破ってしまうことがあるため、小ささを生かして試験管用に使用する（試験管は底が丸く、脱調することがあるため、底が平たい平底試験管を使用することが多い）。
シリンダー型
平底フラスコなどの平底の容器に最適。シリンダービッグ型はシリンダー型の一種で、容量が大きい時に使われる。
ラグビーボール型
フットボール型、八角卵型という場合もある。丸底フラスコに使われる。
三角柱型
沈澱物の分散、粘着液などに最適。
八角柱型
八角ラウンド型とも呼び、強めに混ぜたい時に向いている。
その他
回転するときの音を静かにした静音設計の攪拌子や、磁石に強力希土類を使用した強力攪拌子、底に着くことなく浮遊しつつ液体を混合するマンボウ攪拌球などがある。

## 使用時の注意点
攪拌子の回転が速すぎたり、マグネチックスターラーから距離が離れ、磁力の届かない位置に攪拌子が行ったりすると、効果的な攪拌ができなくなるため、反応容器や機材の配置には十分な注意が必要。また、攪拌子を入れる際に勢いがつきビーカーなどのガラス容器が割れてしまう場合もある。

## 選ぶときの条件
株式会社エイシンは、攪拌子を選ぶにあたって次の条件を挙げている。
1. 液を入れる容器の材質
2. 容器の中の液の高さ
3. 容器の底面の形
4. スターラーの使用回転数
5. 攪拌目的[27]

## ケース
攪拌子は小さくて失くしやすいため、攪拌子を入れられる「攪拌子ケース」がある。